# Fraquelfing
Fraquelfing település Franciaországban, Moselle megyében. Lakosainak száma 84 fő (2022. január 1.). Fraquelfing Bertrambois, Aspach, Hattigny, Laneuveville-lès-Lorquin, Lorquin és Niderhoff községekkel határos.

## Népesség
A település népességének változása:
| Lakosok száma | 103  | 96   | 101  | 95   | 81   | 78   | 83   | 85   | 86   | 84   |
|               | 1968 | 1982 | 1990 | 2006 | 2013 | 2015 | 2017 | 2019 | 2020 | 2022 |